# Audrey Adiceom
Audrey Adiceom (Levallois-Perret, 14 de octubre de 1996) es una deportista francesa que compite en tiro con arco, en la modalidad de arco recurvo.
Ganó una medalla de plata en el Campeonato Mundial de Tiro con Arco al Aire Libre de 2023, una medalla de bronce en el Campeonato Mundial de Tiro con Arco en Sala de 2018 y una medalla de plata en el Campeonato Europeo de Tiro con Arco en Sala de 2017.
En los Juegos Europeos de Cracovia 2023 consiguió una medalla de plata en la prueba por equipo.

## Palmarés internacional
| Campeonato Mundial al Aire Libre | Campeonato Mundial al Aire Libre | Campeonato Mundial al Aire Libre | Campeonato Mundial al Aire Libre |
| Año                              | Lugar                            | Medalla                          | Prueba                           |
| -------------------------------- | -------------------------------- | -------------------------------- | -------------------------------- |
| 2023                             | Berlín (Alemania)                | Medalla de plata                 | Equipo                           |
| Campeonato Mundial en Sala       |                                  |                                  |                                  |
| Año                              | Lugar                            | Medalla                          | Prueba                           |
| 2018                             | Yankton (Estados Unidos)         | Medalla de bronce                | Individual                       |
| Juegos Europeos                  |                                  |                                  |                                  |
| Año                              | Lugar                            | Medalla                          | Prueba                           |
| 2023                             | Cracovia (Polonia)               | Medalla de plata                 | Equipo                           |
| Campeonato Europeo en Sala       |                                  |                                  |                                  |
| Año                              | Lugar                            | Medalla                          | Prueba                           |
| 2017                             | Vittel (Francia)                 | Medalla de plata                 | Equipo                           |